# Алая роза Ланкастеров
Алая роза Ланкастеров (англ. Red Rose of Lancaster) — геральдический символ Ланкашира и Ланкастеров в Войне Алой и Белой розы.

## Средневековый символ
Считается, что Алая роза наряду с Белой розой Йорков стала символом Ланкастеров до начала Войны роз. Есть, однако, сомнения относительно того, был ли этот символ у дома Ланкастеров с начала войны или они приняли его позже в противовес Белой розе своих противников. Адриан Айлес отметил, что красная роза, «вероятно, обязана своей популярностью использованием Генрихом VII, который отреагировал на уже существующий у йоркистов символ белой розы в то время, когда знаки и символы могут говорить громче, чем слова».
Это также позволило Генриху VII придумать и использовать свой самый знаменитый геральдический символ — Розу Тюдоров, сочетающую в себе Алую розу Ланкастеров и Белую Йорков. Этот цветочный союз на эмблеме стал символизировать восстановление мира и гармонии после женитьбы Генриха на Елизавете Йоркской. Если следовать этой теории, то это был пример блестящей геральдической пропаганды. С тех пор Роза Тюдоров используется в качестве растительного знака Англии (Шотландию символизирует чертополох, Ирландия использует клевер-трилистник, а Уэльс имеет в качестве символа лук-порей).
Также существует версия, что алую розу Провена, будучи сюзереном этого города, принял в качестве символа своего рода Эдмунд Горбун, 1-й граф Ланкастер (1245—1296).

## Дальнейшее использование
Хотя названия конкурирующих фракций в Войне роз имеют мало общего с городами Йорк и Ланкастер или графствами Йоркшир и Ланкашир, символы часто ассоциируют именно с этими местностями. Так, алая роза является основным элементом флага графства Ланкашир, а также появляется на гербах многих районов Ланкашира. Также алая роза представлена как элемент герба Мерсисайда и герба лондонского боро Энфилда.
Традиционный флаг Ланкашира (красная роза на белом поле) не был официально зарегистрирован, но когда это попытались сделать, было установлено, что такой же флаг был зарегистрирован в шотландском городке Монтроз. Так как два одинаковых флага не могли быть зарегистрированы, на официальном флаге Ланкашира появилось золотое поле вместо белого.
Алая роза до сих пор часто используется, и не только на жёлтом фоне. Крикет-клуб графства Ланкашир по-прежнему использует в качестве эмблемы алую розу, хотя и не геральдическую. Траффорд-центр в Дамплингтоне (Большой Манчестер) украшен красными розами, прежде всего на оконных стёклах торгового центра.

## Военное использование
С XIX века алая роза присутствовала на знаках ряда подразделений британской армии. В Первой мировой войне розу на нашивках носили солдаты британской 55-й (Западный Ланкашир) дивизии во время своей кампании в Бельгии. Их девизом было: «Они победят или умрут, те, кто носят Розу Ланкастера».
На кокардах лёгкой пехоты Саскатуна канадской армии изображена алая роза в знак союза с Йоркским и Ланкастерским полком британской армии.

## Использование за рубежом
- Флаг Монреаля
- Флаг Ланкастера (Пенсильвания)

- На флаге канадского Монреаля в правом верхнем углу находится красная роза, символизирующая английскую диаспору города.
- Город Ланкастер в штате Пенсильвания известен как «Город красной розы» (англ. Red Rose City). Также на печати города и на его флаге используется символ алой розы.